# ويليام توماس مكينلي
ويليام توماس مكينلي (بالإنجليزية: William Thomas McKinley)‏ هو أستاذ جامعي وملحن وعازف بيانو وعازف جاز أمريكي، ولد في 9 ديسمبر 1938 في نيو كنسينغتون في الولايات المتحدة، وتوفي في 3 فبراير 2015.

## وصلات خارجية
- ويليام توماس مكينلي على موقع ميوزك برينز (الإنجليزية)
- ويليام توماس مكينلي على موقع أول ميوزيك (الإنجليزية)
- ويليام توماس مكينلي على موقع ديسكوغز (الإنجليزية)